# Alternative Mitte
Die Alternative Mitte Deutschland (AM) war eine Vereinigung innerhalb der Partei Alternative für Deutschland (AfD), die sich ab Mitte 2017 formierte und sich selbst als „freiheitlich-patriotisch“ und „bürgerlich-konservativ“ beschrieb. Ihre öffentlich wahrnehmbaren Aktivitäten kamen Ende 2019 zum Erliegen.

## Gründung

### Landesgruppen in Bayern, NRW und anderen Bundesländern
Die Alternative Mitte wurde im Juli 2017 zunächst als „Interessengemeinschaft“ im AfD-Landesverband Bayern gegründet, wie die Welt am 10. Juli berichtete. Die Initiatoren und Sprecher waren Dirk Driesang, damals Mitglied im AfD-Bundesvorstand, und vier weitere bayerische AfD-Politiker. Die Interessengemeinschaft sollte auch über Bayern hinaus als Anlaufstelle und Sprachrohr für alle AfD-Mitglieder dienen, die sich einen moderateren und pragmatischeren Kurs der Partei wünschten, mit klarer Abgrenzung gegen Rechtsextremismus. Driesang erklärte: „Wir wollen ein Gegengewicht setzen zum rechtskonservativen Lager in der Partei“, insbesondere zum sogenannten Flügel und seinen Anführern Björn Höcke und André Poggenburg sowie zur Patriotischen Plattform. Höcke hatte im Januar 2017 nachhaltige Empörung ausgelöst, als er in einer Rede das Berliner Denkmal für die ermordeten Juden Europas als „Denkmal der Schande“ bezeichnet hatte. Poggenburg hatte in Chats die völkische Parole „Deutschland den Deutschen“ verwendet. Driesang sagte, dies erzeuge Schlagzeilen, die verfälschten, worum es der Partei gehe. In Wirklichkeit sei die AfD „freiheitlich, konservativ, patriotisch und bürgerlich“. Es sei „eine Katastrophe“, dass laut Umfragen große Teile der Gesellschaft die AfD für rechtsextrem hielten.
Innerhalb von zwei Monaten entstanden auch in fünf weiteren Bundesländern Landesgruppen der Alternativen Mitte, so bereits im Juli 2017 die Landesgruppe in Nordrhein-Westfalen. Berengar Elsner von Gronow, Vorsitzender des AfD-Bundeskonvents, gründete mit Gleichgesinnten die NRW-Landesgruppe, um endlich auch „den Gemäßigten, den Bürgerlichen eine wahrnehmbare und konzertierte Stimme zu geben“. Er habe genug von den Versuchen einer Minderheit, die Deutungshoheit über die Partei zu gewinnen, und davon, dass „Äußerungen von Mitgliedern unserer Partei geeignet sind, der Wählerschaft das Bild einer nicht nur rechtspopulistischen, nein sogar einer rechtsextremen Partei zu vermitteln“.
Die damalige Bundesvorsitzende Frauke Petry begrüßte die neue Gruppierung. Es organisierten sich nun „genau die Mitglieder, für die ich in Köln den Zukunftsantrag gestellt habe“. Bedenken gemäßigter Konservativer, dass kurz vor der anstehenden Bundestagswahl eine weitere parteiinterne Front eröffnet werde, hielt Driesang entgegen, die AfD würde so lange keinen Frieden finden, wie es kein Gegengewicht zum Flügel gebe. Man wolle keine Parallelstrukturen aufbauen, sondern die Vernetzung bürgerlich-konservativer Kräfte in der Partei intensivieren. Ferner wolle man Intellektuelle zurückgewinnen, das Land und seine Verfassungsordnung stärken und sich gegen alles wenden, was diese gefährde.
Nach der Gründung der Landesgruppen in Sachsen-Anhalt, Hessen und Niedersachsen gründete sich im September 2017 auf der Wartburg in Eisenach die Alternative Mitte in Thüringen. Helmut Witter, Mitinitiator und Vorsitzender des AfD-Kreisverbandes Südthüringen, erklärte, Meinungsfreiheit sei oberstes Ziel bei der AfD-Gründung gewesen, also müsse man diese auch innerparteilich akzeptieren. Man strebe wie die Alternative Mitte in Bayern eine klare Abgrenzung zum Rechtsextremismus an.
Elsner von Gronow äußerte, eine lautstarke Minderheit dürfe nicht die Außenwahrnehmung der Partei dominieren. Die Zahl innerparteilicher Unterstützer schätzte er im September 2017 auf etwa 1000 bundesweit. Vor der Bundestagswahl wolle man keinen öffentlichen Streit mit dem Flügel führen. Bei einem Treffen Elsner von Gronows mit Alexander Gauland sei eine Vereinbarung über Zurückhaltung in Äußerungen gleichwohl nicht zustande gekommen. Auch der Bundesvorsitzende Jörg Meuthen sah die neue Gruppierung kritisch. Die Sichtweise ihrer Mitglieder auf die Partei sei falsch, die unterstellte „Rechtsdrift“ der Partei nicht gegeben und die Gruppierung daher entbehrlich. Als Petry und einige weitere Bundes- und Landtagsabgeordnete nach der Bundestagswahl 2017 die AfD verließen, versuchte die Partei, den gemäßigten Kräften entgegenzukommen und sie einzubinden. Driesang erklärte, in der Partei bleiben zu wollen, kritisierte Petry und bezeichnete eine von ihr betriebene Abspaltung als „Totgeburt“.

### Reaktionen in den AfD-Landesverbänden
Bei der Gründung der Alternativen Mitte in Bayern stimmten sich die Initiatoren nicht mit dem bayerischen AfD-Landesvorstand ab. Sie kündigten die Gründung einfach über einen Presseverteiler an und lösten damit Ärger im Landesvorstand aus. Martin Hebner und Thomas Thiel kritisierten außerdem, durch die Gründung werde der Eindruck einer Spaltung der Partei vermittelt. Auch Vorstandsmitglieder, die mit dem Anliegen der Alternativen Mitte sympathisierten, fanden das forsche Vorgehen der Gründer problematisch. Die Gründung wurde auch als Affront gegen den Landesvorsitzenden Petr Bystron wahrgenommen.
Die Gründung der hessischen Gruppierung traf auf Widerstand des Landesvorstands. Peter Münch, einer von drei Landessprechern, kündigte Gegenmaßnahmen an. Die Gründung sei nicht satzungsgemäß, zudem sei inakzeptabel, dass sie, indem sie sich gegen Rassismus und Nationalismus wende, suggeriere, dies gelte nicht für alle AfD-Mitglieder. Die Kernthemen der AfD seien mühevoll in der Programmdiskussion und auf Parteitagen formuliert worden, dort hätten sich die hessische Alternative Mitte einbringen sollen, statt nun eigene Formulierungen vorzulegen. Walter Wissenbach, Sprecher der Alternativen Mitte in Hessen, widersprach: Man sei eine Strömung innerhalb der Partei, wie es auch andere gebe, und beabsichtige keine Spaltung, die allermeisten in der Partei dächten wie sie.
In Thüringen kam es zu einem Konflikt zwischen dem Landesvorstand und Helmut Witter, dem Sprecher der Alternativen Mitte in Thüringen. Gegen Witter wurde ein Parteiordnungsverfahren eingeleitet, da er fälschlich behauptet habe, Gründungsmitglied der AfD zu sein und aus einer WhatsApp-Gruppe der Partei geworfen worden zu sein. Witter nannte die Vorwürfe „an den Haaren herbeigezogen“, es gehe dem Landesvorstand um Björn Höcke darum, die Alternative Mitte zu bekämpfen. Ein Mitglied des Landesvorstands widersprach: Der Landesvorstand habe nichts gegen eine Alternative Mitte in Thüringen, es gehe nur darum, dass Witter unwahre Aussagen verbreite.

### Bundesweite Interessengemeinschaft
Im Oktober 2017 gründeten etwa 200 Parteimitglieder in Anwesenheit der AfD-Mitgründer Konrad Adam und Beatrix von Storch in Tettau die Alternative Mitte (AM) als bundesweite parteiinterne Interessengemeinschaft. Die Vorsitzende der Bundestagsfraktion Alice Weidel sagte ihre Teilnahme krankheitsbedingt ab, nannte die AM jedoch in einem Grußwort einen „Pol der Vernunft in der Partei“. Von Storch warb in einer Rede für ein Gleichgewicht zwischen dem nationalkonservativen und dem liberal-konservativen Teil der Partei, für Gespräche zwischen den Lagern, die „historische Verantwortung aus der NS-Zeit“, das Bekenntnis zu Israel und das Beachten roter Linien. Hans-Thomas Tillschneider, Sprecher der Patriotischen Plattform, schrieb auf Twitter, die Interessengemeinschaft wandle sich „von einem Petry-Unterstützerverein“ zu einer Bewegung gegen die Plattform und den nationalkonservativen Flügel um Höcke. Dennoch sei man bereit, die Alternative Mitte als „Repräsentantin des liberalen Flügels anzuerkennen“, aber nur, wenn deren führende Vertreter sich dafür aussprächen, ein gegen Höcke laufendes Parteiausschlussverfahren einzustellen und einen Abgrenzungsbeschluss zur Identitären Bewegung aufzuheben.
Zeitnah veröffentlichte die AM einen offenen Brief an Mitglieder und Bundesdelegierte der AfD, in dem sie davor warnte, Personen in den Bundesvorstand zu wählen, die „geeignet sind, um die AfD an den Rand der Verfassungstreue zu bringen“. Man wolle sich mit den wichtigen Zukunftsfragen des Landes befassen, Geschichtsaufarbeitung gehöre nicht dazu: „Wir wollen nicht reden von der Kriegsschuldfrage, von der Wehrmacht oder vom Schuldkult.“ Man stehe zum Asylrecht, sehe es jedoch als „Schutz auf Zeit“. Ferner bekenne man sich zum Grundgesetz und der dort verankerten Religionsfreiheit und lehne „einen radikalen, politischen Islam“ ab, nicht jedoch die Muslime, „die sich in großer Zahl als Bürger unseres Landes integriert haben und ihren Glauben auf eine moderne, angepasste Weise praktizieren“.

### Weitere Landesgruppen
Kurz nach der Gründung der AM auf Bundesebene gründete sich im Oktober 2017 die Landesgruppe in Baden-Württemberg. Der Baden-Württemberger AfD-Landessprecher Ralf Özkara erklärte, die AM als eine der Strömungen der Partei gewähren lassen zu wollen: „Eine Parteiströmung kann man nicht verbieten, die ist einfach da.“ Die AM sei wichtig und analog zum nationalkonservativen Flügel der AfD zu sehen. Allerdings wolle man keine „Partei in der Partei“ mit verbandsähnlichen Strukturen.
Ebenfalls noch im Oktober 2017 wurde die Landesgruppe in Brandenburg gegründet. Der Brandenburger Landtagsabgeordnete und Beisitzer im AfD-Bundesvorstand Steffen Königer erklärte, 15 Parteimitglieder aus acht Kreisverbänden hätten an der Gründung teilgenommen, darunter drei Kreisvorsitzende. Man wolle als liberal-bürgerliche Plattform die Leitlinien des Parteiprogramms gegen „laute Äußerungen vom rechten Narrensaum“ verteidigen, damit niemand mehr der ehemaligen Partei-Chefin Petry auf ihrem „Irrweg“ folge.
Im November 2017 formierte sich um den ehemaligen Vize-Landesvorstand Thomas Hartung die Alternative Mitte Sachsen.
Im Februar 2018 gründeten etwa 20 Mitglieder in Mecklenburg-Vorpommern die Alternative Mitte MV, darunter die Bundestagsabgeordnete Ulrike Schielke-Ziesing und der Landtagsabgeordnete Christoph Grimm.

## Aktivitäten
Ende Februar 2018 plante die AM ein „Deutschlandtreffen“ in Paderborn. Linke Aktivisten kündigten eine „Gegendemonstration“ an und beim Inhaber der Räumlichkeit gingen zahlreiche Hassmails ein. Dieser sah sich derart unter Druck gesetzt, dass er den Vertrag kündigte. Die AM verschob die Veranstaltung und erklärte, sie habe die Entscheidung „in Verantwortung für diese mittelständische Existenz“ getroffen.
Anfang März 2018 lehnte die AM in einer Pressemitteilung eine Zusammenarbeit der AfD mit Pegida, insbesondere mit deren Gründer Lutz Bachmann ab. Eine solche könne aus ihrer Sicht nicht stattfinden, da Bachmann „mit seiner persönlichen, fragwürdigen Vergangenheit und seiner Anbindung an die sogenannte Neue Rechte und die Identitäre Bewegung der AfD zum Schaden gereichen würde“. Die AM kommentierte die Zusammenarbeit einzelner AfD-Funktionäre mit Pegida: „In der AfD gibt es ein paar Funktionäre und Mandatsträger, die gerne den Hofnarren für einen kleinen Teil des Volkes geben wollen, der auf einer Ebene unterhalb von parlamentarischer Vernunft unterhalten werden möchte.“
Im März 2018 musste André Poggenburg vom Fraktions- und Landesvorsitz der AfD in Sachsen-Anhalt zurücktreten, nachdem er sich in einer Rede zum Politischen Aschermittwoch herabsetzend über Deutschtürken geäußert hatte. Zuvor hatten die AM und andere Gemäßigte in der Partei den Rücktritt gefordert und intern gedroht, man werde ansonsten einen Rechtsruck in der Partei auch öffentlich anprangern.
Im April 2018 reagierte der Brandenburger Landtagsabgeordnete, Beisitzer im AfD-Bundesvorstand und Sprecher der AM Brandenburg Steffen Königer ablehnend auf Ankündigungen des CDU-Landeschefs Ingo Senftleben, nach der Landtagswahl 2019 mit allen Parteien einschließlich der AfD Gespräche über eine Zusammenarbeit führen zu wollen. Es gehe Senftleben nicht um politische Inhalte, sondern nur um Macht.
Ende April 2018 hielt die AM ein weiteres bundesweites Treffen in Dinslaken ab. Die rund 200 Teilnehmer sahen es als Erfolg und „gelungenen Selbstreinigungsprozess der Partei“ an, dass die AM bei der Wahl der 14 Mitglieder des Bundesvorstandes im Dezember 2017 vier eigene Leute habe unterbringen können und mindestens drei weitere die AM unterstützten, dass in die Landesvorstände in Hessen, Niedersachsen und Rheinland-Pfalz gemäßigte Kräfte eingezogen seien, dass André Poggenburg nach seiner Rede gegen Deutschtürken entmachtet worden sei und dass Björn Höcke zuletzt „kaum noch polarisierend in Erscheinung“ getreten sei. Dennoch seien Probleme mit den nationalistischen Kräften in der Partei noch nicht beseitigt. Neben Beatrix von Storch war auch Jörg Meuthen auf dem Treffen zu Gast.
Im Mai 2018 forderte die AM nach der Ablehnung eines Parteiausschlusses von Björn Höcke wegen dessen umstrittener Rede durch das Thüringer Landesschiedsgericht den AfD-Bundesvorstand auf, den Fall vor das Bundesschiedsgericht zu bringen, um „ein klares Zeichen zu setzen und den Rechtsweg voll auszuschöpfen“. Nur dieser Weg bringe „die Chance, den inneren Frieden in der Partei herzustellen und zu erhalten“. Das sei auch in Höckes Interesse, denn es sei für ihn eine „Frage der Ehre“, den Verdacht eines Gefälligkeitsurteils durch das Landesschiedsgericht auszuräumen.
Als der Bundesvorsitzende Alexander Gauland Anfang Juni 2018 mit einer Äußerung im Rahmen eines Vortrags auf dem Bundeskongress der Jungen Alternative für Deutschland, Hitler und der Nationalsozialismus seien in 1000 Jahren deutscher Geschichte nur ein „Vogelschiss“, öffentlich und parteiintern für Empörung sorgte, forderte die AM eine öffentliche Entschuldigung Gaulands: „Einem Politiker, der über ein Mindestmaß an Fingerspitzengefühl und Verantwortungsbewusstsein für unsere Geschichte verfügt, darf das nicht passieren.“ AM-Bundessprecher Uwe Witt schrieb auf Facebook, der größte Massenmörder Deutschlands, Hitler, sei „beileibe kein Vogelschiss“, und entschuldigte sich „bei allen jüdischen Mitbürgern und den Opfern des Naziregimes sowie deren Familien für diese unglaubliche Bagatellisierung durch unseren Parteivorsitzenden“.
Nachdem die Patriotische Plattform im September 2018 ihre Auflösung angekündigt hatte, erklärte die AM in Sachsen-Anhalt im Oktober ihre Arbeit für beendet. Mit der Wahl des neuen Parteivorstands habe man erreicht, „dass bestimmte Personen wegen ihrer charakterlichen Defizite“ nicht in den Landesvorstand gewählt worden seien und dieser nun gleichermaßen mit Vertretern des rechten Flügels und der AM besetzt sei. Man wolle auch ein Zeichen setzen, „dass wir niemals eine Partei in der Partei sein wollten und waren“ und jeder Spaltungsabsicht innerhalb der AfD eine „klare und deutliche Absage“ erteilen.
Im Oktober 2018 begrüßte AM-Sprecher Uwe Witt die Gründung der neuen Plattform Juden in der AfD (JAfD), die deutlich mache, „dass wir ein fester demokratischer Bestandteil in der Parteienlandschaft Deutschlands sind und in der AfD kein Platz für Antisemitismus ist“.

## Rezeption
Matthias Kamann (WeltN24) sah in der AM den Versuch, denen in der AfD eine Plattform zu geben, „die es zwar hart konservativ haben wollen, aber sachlich – nicht völkisch oder beleidigend“. Dass diese Stimme bislang gefehlt habe, sei eine der vielen Schwächen der Partei. So habe das rechte Lager um die Landessprecher Björn Höcke in Thüringen und André Poggenburg in Sachsen-Anhalt die Partei mit Unterstützung eines knappen Drittels der Parteimitglieder und wohlwollender Duldung durch Jörg Meuthen und Alexander Gauland immer weiter nach rechts treiben können.
Alan Posener (WeltN24) kritisierte hingegen, der AM gehe es eher darum, den „Igittfaktor“ loszuwerden, als den ideologischen Kern der Partei zu verändern. Man wolle möglichst den ganzen Themenbereich Drittes Reich wie einen Betriebsunfall der Geschichte ausklammern und „die Höcke, Poggenburg, Gauland und Co. wie einen Betriebsunfall der Partei“ behandeln, obwohl der Nationalsozialismus Produkt tiefsitzender Ressentiments und Ideologeme gewesen sei und der Flügel nur konsequent ausspreche, was aus einer antiwestlichen und sozial-nationalen Einstellung folge.
Tilman Steffen (Zeit Online) schrieb, in der AM organisierten sich die Liberal-Konservativen der AfD, die zwar gesellschaftspolitisch weit rechts stünden, denen „der thüringische Nationalist Höcke aber dennoch zuwider ist und von dessen Freund Alexander Gauland, der jüngst die Wehrmachtssoldaten lobte, sie sich nicht mehr vertreten fühlen“. Sie sei ein Thinktank der Partei, der den Geist Bernd Luckes zurückholen wolle und sich „als Gegenentwurf zu den Kubitscheks und Höckes versteht, die Brücken zu Pegida schlagen und die völkische Identitäre Bewegung in die AfD integrieren wollen“.
Pitt von Bebenburg (Frankfurter Rundschau) schrieb, die AM gelte als gemäßigter Flügel innerhalb der AfD. Sie spreche sich für den „Erhalt des Nationalstaats in sicheren Grenzen und damit der lokalen Heimat“ aus, lehne jedoch einen „sich über andere erhebende[n] Nationalismus, Revisionismus, Totalitarismus oder Personenkult“ ab. Konrad Litschko (taz) sah die AM als „moderate Strömung“ in der AfD.

## Auflösung
Am 5. November 2019 erklärte der damalige Vorsitzende der AfD Nordrhein-Westfalen Rüdiger Lucassen die Auflösung der AM in seinem Bundesland. Dies sei ein Schritt hin zu einem geschlosseneren Auftritt der Partei. Lagerkämpfe innerhalb der Partei „schaden unserer Sache und nützen dem politischen Gegner“, erklärte er in einem Rundschreiben an die mehr als 5000 AfD-Mitglieder in Nordrhein-Westfalen. Die AM stellte daraufhin auf ihrer Facebook-Seite klar, der Schritt betreffe nur Nordrhein-Westfalen: „Alle bisherigen Landesgruppen der Alternativen Mitte, außer der Landesgruppe Nordrhein-Westfalen, bestehen weiter.“
Danach folgten jedoch nur noch drei weitere Beiträge der AM auf ihrer Facebook-Seite. In ihrem letzten Beitrag auf Facebook vom 5. Dezember 2019 übte sie noch einmal deutliche Kritik am Flügel und an dessen Anführern Björn Höcke und Andreas Kalbitz. Eine offizielle Auflösung gab sie auf Facebook nicht bekannt. Dirk Driesang, einer der Mitbegründer der AM, trat Anfang Dezember 2019 aus der AfD aus. Er begründete dies einige Wochen später damit, dass die Partei in weiten Teilen dem Flügel hörig geworden sei.
Ende April 2020 wurde der Flügel, gegen den die AM als Gegengewicht wirken wollte, offiziell aufgelöst. Die faktische Auflösung der Alternativen Mitte als Organisation und die formale Auflösung des Flügels änderten nichts daran, dass der Richtungsstreit innerhalb der Partei weiterhin ausgetragen wurde.